# سورین فیلمز
سورین فیلمز (انگلیسی: Severin Films) یک شرکت آمریکایی تولید و پخش فیلم است که به خاطر بازیابی و انتشار فیلم‌های کالت بر روی دی‌وی‌دی و دیسک بلوری مشهور است. تولیدات این شرکت به همین دلیل برچسب تخصصی و ویژه بر روی دی‌وی‌دی و بلوری دارند. سورین فیلمز در سال ۲۰۰۶ در لس آنجلس پایه‌گذاری شد و دفاتر و نمایندگی‌های دیگری در نیویورک و لندن تأسیس کرد.